# Ablege
Ablege ist der Name einer Einschicht in der Stadtgemeinde Bad Leonfelden im Mühlviertel in Oberösterreich.

## Lage
Die Einschicht hat die Adresse Affetschlag 9. Sie gehört zur Ortschaft Affetschlag, zur Katastralgemeinde Weigetschlag und zum Zählsprengel Bad Leonfelden-Umgebung. Sie liegt auf einer Höhe von 938 m ü. A. im Böhmerwald.

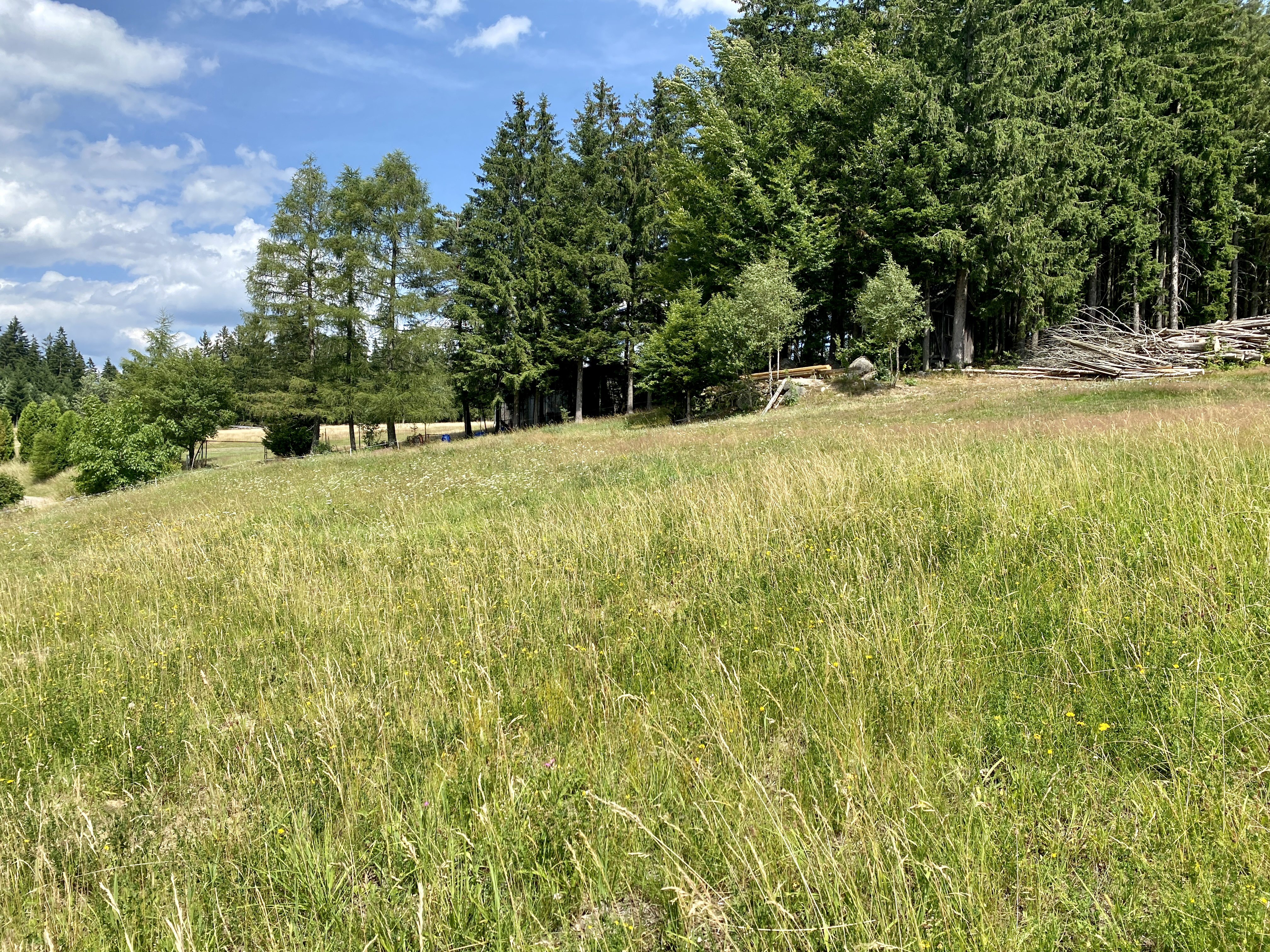
Magerwiesenböschung bei der Einschicht Ablege

Die Ablege befindet sich im Einzugsgebiet des Dürnauer Bachs. Etwa 80 Meter weiter südlich verläuft die Europäische Hauptwasserscheide zwischen Atlantik und Schwarzem Meer. Der Pilzstein südöstlich der Einschicht ist als Naturdenkmal ausgewiesen. Es handelt sich um eine Gesteinsformation in Form eines Pilzes. Die Böschung rechter Hand an der Zufahrt zur Einzelsiedlung ist die Restfläche einer einst größeren Magerwiese.
Es führen zwei schwere Wanderwege vorbei: die 16,3 Kilometer lange Via-Leone-Runde und die 15,8 Kilometer lange Sternstein-Runde.

## Geschichte
Der Ortsname, in anderer Fassung Ableg, stammt vom mittelhochdeutschen abelæge für ‚Abhang‘ oder nach anderer Ansicht vom mittelhochdeutschen ablëge für ‚das abseits Liegende‘.